# Språngdräll
Språngdräll är en vävteknik som är en variant av droppdräll med tätare partier av mönsterinslaget än i droppdrällen.
Sjusprångsdrällen innebär att mönstertråden flotterar över sju varptrådar. "Dropparna" växlar med fyrkantspartier av tuskaft som tillsammans skapar effekten av drällmönster. Vanligt i bordsdukar och gardiner i hel- och halvlinne.